# Groupement des opérations spéciales de la police
Le Groupement des opérations spéciales de la police (GOSP) est un groupe d'élite de la Police algérienne. Créé le 22 juillet 2016, l'unité participe sur l'ensemble du territoire national à la lutte contre toutes les formes de criminalité, de grand banditisme, de terrorisme et de prise d'otages.
Placé sous l'autorité directe du directeur général de la sûreté nationale, le GOSP est appelé à intervenir à l'occasion d'événements graves, nécessitant l'utilisation de techniques et de moyens spécifiques pour neutraliser les individus dangereux, par la négociation ou l'intervention. Le GOSP est l'équivalent algérien du RAID français.

## Historique
C'est en mars 2015 que l'idée de création d'un groupe d'intervention dans la police, voit le jour. De plus, le directeur général de la sûreté nationale, Abdelghani Hamel qui s'était rendu en France au RAID, un peu plus tôt, confirme que la police aura besoin d'un groupe à l'image du RAID français.
L'immense majorité des policiers du GOSP proviennent des groupes de choc de la police comme la brigade de recherche et d'intervention (BRI) ou la brigade mobile de la police judiciaire (BMPJ). Cependant quelques membres proviennent des Unités Républicaines de Sécurité (URS) et des autres corps de la police. Les policiers du GOSP sont dans un premier temps formés au détachement spécial d'intervention (DSI) qui est l'équivalent algérien du GIGN français. Ils ont été formés au combat urbain, semi-urbain, en milieu clos et au combat rapproché. Ils se sont beaucoup inspirés des groupes d'intervention occidentaux et ils ont également été formés au groupe des opérations  spéciales portugais, au GEO espagnol, au GIS italien, au GSG 9 allemand, et au RAID français ou encore par le FBI américain.

## Organisation
Le quartier général du GOSP est positionné à Boudouaou dans la wilaya de Boumerdès à l'est d'Alger.
L'effectif du GOSP est estimé entre 300 à 500 membres. Par ailleurs, cette unité peut être appuyée par les unités de la BRI ou des SSI de la gendarmerie.

## Recrutement
Il faut avoir été policier pendant au moins 3 ans pour pouvoir être admis aux sélections d'intégration de l'unité d'élite.      

## Missions
Les missions du GOSP sont :
- Lutte anti-terroriste urbaine[2];
- Libération d'otages[3];

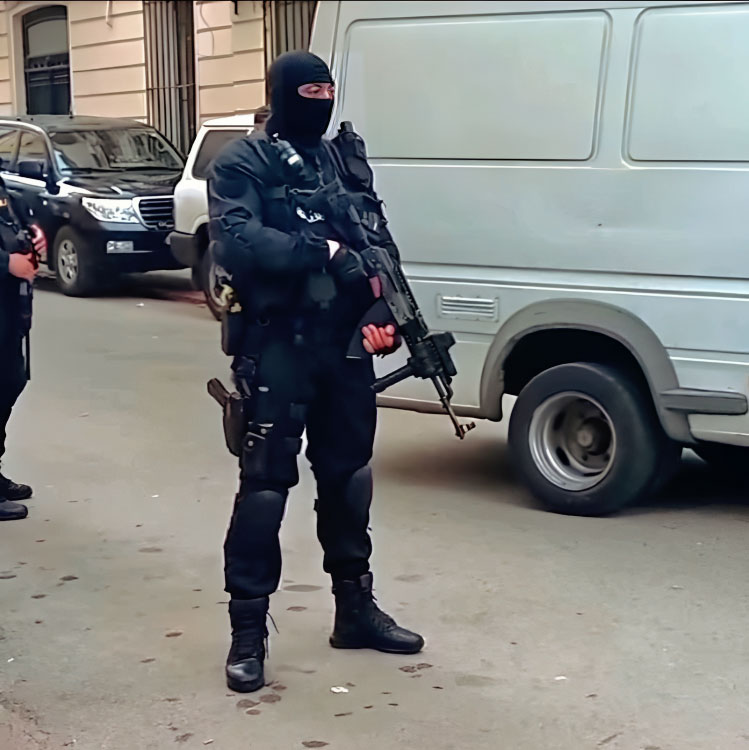
Un policier du GOSP durant une mission de protection.

- Neutralisation de forcenés ou de malfaiteurs dangereux ;
- Participation à des opérations de police judiciaire;
- Escorte et du transfert de détenus dangereux[5],[6]
- Protection rapprochée et l'escorte de hautes personnalités[7]
- Participations aux opérations anti gang [3];
- Mission d’assistance civile;

## Opérations notoires
Le 15 octobre 2019, l'assaut à Tabia, dans la wilaya de Sidi Bel Abbès, neutralisant un forcené retranché, ayant assassiné son ex épouse et quatre membres de sa belle-famille le 11 octobre à Sidi Lahcene. Le forcené est un inspecteur de police principal à la sûreté de wilaya. Grièvement blessé, il a succombé lors de son transfert au CHU de Sidi Bel Abbès.

## Matériel et équipement

### Armement
Le groupement a accès à tout un arsenal d'armes qui sont choisis selon les besoins et la nature de la mission. Chaque opérateur est équipé d'une arme principale (généralement un fusil d’assaut ou un pistolet-mitrailleur), d'une arme de poing et s'ajoute à cela les différents types de grenades (fragmentation, fumigène, aveuglante, etc.).

#### Arme de poing
- Glock 17, Glock 18, Glock 19 et Glock 26 en 9 × 19 mm Parabellum.
- Glock 31 en .357 SIG.
- Smith & Wesson M&P.
- Beretta 92 FS.

#### Pistolets mitrailleurs
- MP5SD6
- MP5SD3
- MP5K
- MP5A3
- HK MP5A5
- Beretta PMX

#### Fusil d'assaut
- AKM
- AKMS
- HK G3
- FN FAL/FALO

#### Fusil de précision
- HK MSG 90
- Sako TRG 22

#### Fusil à pompe
- Beretta RS 202
- SPAS12

#### Autres armes
- Couteau tactique
- Matraque télescopique
- Taser X26
- Arbalète

### Équipement individuel

#### Standard
Les membres du GOSP ont un équipement qui varie selon leurs interventions :
- Tenue : Combinaison tactique noire, Ghillie (pour les sections de tireurs d'élite)
- Chaussures : Bottes de combat
- Casque : casque fast ops core
- Masque balistique
- Gilet porte-plaques
- Holster
- Garniture genoux et coudes
- Cagoule
- Gants
- Ceinture
- Casque de communication

#### Spécial
- Bouclier pare-balles
- Lunettes de vision nocturnes
- Jumelles multifonctions de type JIM-LR et JIM-UC
- Appareil de transmission individuel

### Moyens de transport

#### Terrestre
- Véhicule tout-terrain blindé Toyota Land cruiser.
- Véhicule tout-terrain blindé Nissan Patrol.
- Véhicule Volkswagen Caddy IV.
- Véhicule Volkswagen Multivan II.
- Véhicule Peugeot Boxer.
- Véhicule Ford Transit.
- Véhicule Mercedes Sprinter.
- Véhicule blindé Mercedes Classe G.

Véhicules spéciaux
- Véhicule tout-terrain Ford F-150 avec Mobile Adjustable Ramp System (MARS).
- Véhicule blindé léger Nimr.

#### Aérien
- Hélicoptère AW-109 appartenant à la Direction générale de la Sûreté nationale.